# Безгодова
Безгодова — деревня в Ачитском городском округе Свердловской области. Управляется Арийским сельским советом.

## География
Деревня располагается на правом берегу реки Арий в 18 километрах на восток от посёлка городского типа Ачит.

### Часовой пояс
Безгодова, как и вся Свердловская область, находится в часовой зоне МСК+2. Смещение применяемого времени относительно UTC составляет +5:00.

## Население
| 2002 | 2010 |
| ---- | ---- |
| 4    | ↗6   |

## Инфраструктура
В деревне располагается всего одна улица: Луговая.